# 효탑초등학교
효탑초등학교는 대한민국 경기도 수원시 권선구 탑동에 있는 공립 초등학교이다.

## 학교 연혁
- 2004.12.27 효탑초등학교 설립 인가(경기도립학교설치조례중개정조례)
- 2005.03.01 제1대 김윤경 교장 부임
- 2005.03.01 효탑초등학교 21학급 개교(771명)
- 2005.03.01 효탑초등학교 병설유치원 개원
- 2005.03.02 신입생 입학식(141명)
- 2005.03.02 병설유치원 입학식(19명)
- 2006.02.14 병설유치원 졸업식(24명)
- 2006.02.15 제1회 졸업장 수여식(122명)
- 2007.02.13 병설유치원 졸업식(30명)
- 2007.02.15 제2회 졸업장 수여식(114명)
- 2008.02.12 병설유치원 졸업식(35명)
- 2008.02.14 제3회 졸업장 수여식(154명)
- 2009.02.12 병설유치원 졸업식(33명)
- 2009.02.13 제4회 졸업장 수여식(174명)
- 2009.03.01 제2대 이종주 교장 부임
- 2010.05.26 돌봄교실 신설
- 2012.02.10 병설유치원 졸업식(16명)
- 2012.02.14 제7회 졸업장 수여식(134명)
- 2013.02.08 병설유치원 졸업식(19명)
- 2013.02.18 제8회 졸업장 수여식(141명)
- 2013.03.01 제3대 최상림 교장 부임
- 2014.02.07 병설유치원 졸업식(22명)
- 2014.02.14 제9회 졸업장 수여식(121명)
- 2015.02.06 병설유치원 졸업식(23명)
- 2015.02.13 제10회 졸업장 수여식(88명)
- 2015.03.02 효탑초등학교 21(1)학급 편성(549)명 / 1학년 신입생 입학식(84명)
- 2015.03.05 병설유치원 입학식(18명)